# Нельфинавир
Нелфинави́р (NFV) — синтетический антиретровирусный препарат из группы ингибиторов протеазы  для лечения ВИЧ/СПИДа. Нелфинавир разработан компанией «Agouron Pharmaceuticals» в сотрудничестве с компанией «Eli Lilly», которые позже стали подразделением корпорации «Pfizer».
Нелфинавир представляет собой биодоступный ингибитор протеазы ВИЧ-1, принимаемый перорально, который часто назначают в сочетании с ингибиторами обратной транскриптазы ВИЧ в рамках антиретровирусной терапии.
Нелфинавир был запатентован в 1992 году, а в 1997 году был одобрен для использования в медицине.

## Фармакологические свойства
Механизм действия препарата заключается в подавлении активного центра фермента вируса ВИЧ — протеазы, нарушении образования вирусного капсида, в результате подавляется репликация вируса ВИЧ с образованием незрелых вирусных частиц, которые не могут инфицировать клетки организма.
К нелфинавиру чувствительны вирусы ВИЧ-1 и ВИЧ-2 и нечувствительны протеазы человека и других эукариот.

### Фармакокинетика
Нелфинавир при приёме внутрь быстро всасывается, максимальная концентрация в крови достигается в течение 3,5—5 часов. Биодоступность составляет 78 %, при приёме во время еды биодоступность препарата увеличивается. Нелфинавир плохо проникает через гематоэнцефалический барьер.
Нельфинавир проникает через плацентарный барьер и выделяется в грудное молоко. Препарат метаболизируется в печени, выводится из организма преимущественно с калом, частично выводится почками в виде активных метаболитов.
Период полувыведения нелфинавира составляет 3,5—5 часа, это время не изменяется при печёночной недостаточности.

## Показания к применению
Нелфинавир применяют для лечения ВИЧ-инфекции типа ВИЧ-1, в составе комбинированной терапии у взрослых и детей. Монотерапию препаратом не проводят в связи с быстрым развитием резистентности вируса ВИЧ к препарату.

## Побочное действие
При применении нелфинавира возможны следующие побочные эффекты:
- Со стороны кожных покровов — чаще (более 2 %) Высыпания на коже[4]; реже зуд, аллергический дерматит, крапивница, фолликулит, сухость кожи, грибковый дерматит.

- аллергические реакции — редко одышка, бронхоспазм, ринит, лихорадка, отёки.

- Со стороны пищеварительной системы — очень часто (10—30 %) диарея; чаще (более 2 %) Тошнота, метеоризм; реже рвота, снижение аппетита, боль в животе, изжога, гепатит, желтуха, печёночная недостаточность (в том числе фульминантной гепатит), панкреатит, желудочно-кишечные кровотечения.

- Со стороны нервной системы  — чаще (более 2  %) Головная боль; реже бессонница, сонливость, повышенная утомляемость, гиперкинезы, парестезии, головокружение, нарушение зрения, острый ирит, миастения, непроизвольные подёргивания мышц.

- Со стороны опорно-двигательного аппарата — редко миалгии, артралгии, рабдомиолиз.

- Со стороны мочевыделительной системы — редко нефролитиаз, кристаллурия.

- Со стороны сердечно-сосудистой системы — редко фибрилляция желудочков, удлинение интервала QT на ЭКГ.

- Другие побочные эффекты — нечасто липодистрофия, лактатацидоз, сахарный диабет, нарушение эякуляции, снижение либидо, гинекомастия (преимущественно в комбинации с другими препаратами), увеличение частоты кровотечений у больных гемофилией.

- Изменения в лабораторных анализах — повышение активности аминотрансфераз, гаммаглютамилтранспептидазы (ГГТП), КФК в крови нейтропения; реже (менее 2 %) Повышение уровня билирубина в крови, анемия, тромбоцитопения, гипергликемия, гематурия, протеинурия, повышение СОЭ.

При проведении комбинированной антиретровирусной терапии у больных возрастает вероятность лактатацидоза, остеонекроза, гепатонекроза.
При проведении АРВТ у больных возрастает вероятность развития сердечно-сосудистых осложнений, гипергликемии и гиперлактемии.
При проведении АРВТ возрастает вероятность синдрома восстановления иммунной системы с обострением латентных инфекций.

## Противопоказания
Нелфинавир противопоказан при повышенной чувствительности к препарату. С осторожностью применяют при беременности и кормлении грудью.
Препарат не рекомендуется применять вместе с астемизолом, цизапридом, ивабрадином, терфенадином, мидазоламом, пимозидом, бепридилом, амиодароном, алкалоидами спорыньи, пропафеноном.

## Формы выпуска
Нелфинавир выпускается в виде таблеток по 0,25 и 0,625 г и порошка для приготовления суспензии 50 мг/мл. 